# Graham Brady
Graham Stuart Brady (Salford, 20 mei 1967) is een Brits politicus voor de Conservatieve Partij. Sinds 2024 heeft hij als Baron Brady van Altrincham zitting in het Hogerhuis.   
Hij was van 1997 tot 2024 lid van het Lagerhuis voor het kiesdistrict Altrincham en Sale West.   Van 2010 tot 2024 was hij voorzitter van de binnen de Conservatieve Partij invloedrijke 1922 Committee, die onder andere een rol speelt bij de verkiezing van een nieuwe partijleider.

## Biografie
Brady studeerde rechten aan St Aidan's College - Universiteit van Durham en behaalde daar in 1989 een Bachelor of Arts. Hij was als student al actief binnen de Conservatieve Partij. Na zijn afstuderen werkte hij onder andere in public relations en public affairs, en voor een politieke denktank. Bij de Lagerhuisverkiezingen van 1997 stelde hij zich kandidaat in het kiesdistrict Altrincham en Sale West, waar hij ook werd gekozen. Hij was op dat moment een van de jongste Conservatieve parlementariërs.
Tot 2010 zat de Conservatieve Partij in de oppositie. Brady hield zich als parlementslid in eerste instantie vooral bezig met onderwijs. Van 2001 tot 2003 was hij schaduwminister voor onderwijs. In 2004 werd hij woordvoerder buitenland en schaduwminister voor Europese zaken. In 2007 nam hij ontslag uit het schaduwkabinet van David Cameron uit protest tegen diens onderwijsbeleid (met name zijn plannen omtrent grammar schools, zelfstandige scholen).
In 2010 werd Brady gekozen tot voorzitter van de invloedrijke 1922 Committee. Deze commissie bestaat uit alle Conservatieve backbenchers: de Lagerhuisleden die geen functie in (schaduw)regering of partij bekleden. Binnen de commissie overleggen de backbenchers onderling over politieke kwesties; de commissie speelt ook een belangrijke rol bij de verkiezing van een nieuwe partijleider.
In december 2010 werd Brady door het politieke tijdschrift The Spectator gekozen tot "Backbencher of the Year". In 2018 werd hij door koningin Elizabeth II geridderd.
Onmiddellijk nadat partijleider en premier Theresa May op 24 mei 2019 haar aftreden had aangekondigd, diende Brady zijn ontslag in als voorzitter van de 1922 Committee. Hij wilde ook eventueel zelf een gooi kunnen doen naar het partijleiderschap. Uiteindelijk stelde hij zich echter niet kandidaat. In januari 2020 werd hij herkozen als voorzitter.
Brady maakte in maart 2023 bekend bij de volgende Lagerhuisverkiezingen niet herkiesbaar te zijn. Zijn lidmaatschap van het Lagerhuis eindigde op 30 mei 2024, toen het parlement ontbonden werd in de aanloop naar de algemene verkiezingen van 4 juli. Op voordracht van premier Rishi Sunak werd hij in de adelstand verheven. Hij heeft als Baron Brady van Altrincham zitting in het Hogerhuis.

## Politieke standpunten
Brady stemde in 2013 tegen de invoering van het homohuwelijk. In de aanloop naar het referendum over het EU lidmaatschap van het Verenigd Koninkrijk in 2016 was hij voor Brexit. Tijdens de parlementaire behandeling van de Brexit-wetgeving diende Brady op 29 januari 2019 een amendement in met de strekking dat er alternatieve maatregelen moesten worden gevonden om een harde grens tussen het Verenigd Koninkrijk en EU-lidstaat Ierland te voorkomen. Het amendement werd door het Lagerhuis aangenomen.